# Circus (album Britney Spears)
Circus – szósty studyjny album amerykańskiej piosenkarki Britney Spears wydany przez wytwórnię Jive Records. Album był dostępny w sprzedaży już 28 listopada 2008 r., choć oficjalna premiera płyty odbyła się 2 grudnia 2008 r., w dzień dwudziestych siódmych urodzin wokalistki.
Artystka pracowała nad albumem z nowymi producentami, takimi jak Bloodshy & Avant i Danja, łącząc electropop z wczesną muzyką popową.
Album zebrał raczej pozytywne recenzje. W pierwszym tygodniu po wydaniu album sprzedał się w ilości 505 000 egzemplarzy na terenie Stanów Zjednoczonych i zadebiutował na pierwszym miejscu listy Billboard 200. Stał się tym samym piątym albumem Britney, który przekroczył próg 500 000 sprzedanych egzemplarzy w USA w pierwszym tygodniu sprzedaży. Płyta znalazła się w pierwszej dziesiątce najlepiej sprzedających się albumów w ponad 20 krajach i dotarła na szczyt zestawień w takich krajach jak: Kanada, Grecja, Rosja, czy Szwajcaria. Łącznie sprzedano ponad 4 000 000 egzemplarzy albumu. Według IFPI płyta zajęła 15. miejsce w rankingu najlepiej sprzedających się albumów w 2008 roku.
Pierwszym singlem promującym album była piosenka Womanizer, która dotarła na szczyt zestawienia Billboard Hot 100, tym samym powtórzyła sukces utworu …Baby One More Time sprzed 10 lat. Womanizer stał się najpopularniejszym singlem w USA, sprzedając się w tym kraju w ilości prawie 3 milionów egzemplarzy. Piosenka zajmowała także szczyty list przebojów w wielu innych krajach, takich jak: Kanada, Szwajcaria, Japonia, Polska, Brazylia itd. Kolejnym singlem została piosenka tytułowa. Utwór zadebiutował na 3. miejscu listy Billboard Hot 100 i dotarł do pierwszej dziesiątki najpopularniejszych singli w 11 krajach. Na trzeci singel została wybrana piosenka If U Seek Amy, która zajmowała miejsca w pierwszej dwudziestce najpopularniejszych singli w ponad 20 krajach, dotarła do 19. miejsca na liście Billboard Hot 100, czyniąc tym samym album Circus pierwszą płytą artystki, z której aż trzy single zajmowały miejsca w pierwszej dwudziestce listy Billboard Hot 100. W czerwcu został wydany czwarty i ostatni singel, pt. Radar.

## Wydanie
Prace nad albumem zostały potwierdzone w maju 2008 roku. W lipcu, manager artystki, Larry Rudolph, udzielił wywiadu, w którym powiedział, że "Britney spędzi lato w studiu, nagrywając zupełnie nowy album [...] z wieloma popularnymi producentami i autorami tekstów. Jesteśmy bardzo podekscytowani tym faktem, Brit jest bardzo utalentowana".
W sierpniu Spears udzieliła wywiadu dla magazynu OK!, w którym zdradziła, że " producenci pracujący z nią nad nowym albumem są niesamowici, to będzie świeża energia. Każdego dnia piszę teksty i ćwiczę grę na pianinie. To jest najlepszy okres w moim życiu". Artystka powiedziała, że "nowy album będzie trochę jaśniejszy, niż jej poprzedni krążek – Blackout, który był według niej "ciemny i ostry". Opowiedziała także, że "wiele utworów powstało właśnie w tamtym czasie, kiedy w jej życiu panował najciemniejszy okres, więc piosenki te będą pełne refleksji dotyczących minionych wydarzeń".
W tym samym czasie magazyn Rolling Stone poinformował, że "Spears nagrała 30 nowych utworów, na swój szósty studyjny album". Artystka powiedziała, że "przychodzi do studia, ponieważ ma trochę wolnego czasu. Zaczynam pracę, kiedy chcę, to jest świetne, bardzo się cieszę".

## Produkcja
Artystka tak oto wypowiedziała się o produkcji albumu: "Produkcja jest świetna, ponieważ miałam napisanych wiele piosenek, i na początku naprawdę brałam w niej udział. [...] Eksperymentuję z wieloma producentami muzyki pop, z którymi pracowałam przy moich wcześniejszych albumach".

## Promocja
- Po rocznej przerwie, podczas której artystka nie występowała publicznie Britney uroczyście rozpoczęła 25 galę rozdania nagród MTV Video Music Awards 2008, zdobywając też trzy statuetki, w tym tę najważniejszą – „Video Of The Year” („Teledysk Roku”) za piosenkę „Piece Of Me”.
- 6 listopada Britney wystąpiła na jednym z koncertów Madonny, który odbył się w Los Angeles śpiewając piosenkę „Human Nature”.
- Pierwszy singiel z albumu „Circus” Britney zaprezentowała 27 listopada 2008 r. na rozdaniu niemieckich nagród przemysłu rozrywkowego Bambi Awards w Offenburgu, gdzie otrzymała również nagrodę w kategorii „Best Pop International Artist”
- Następnego dnia (po gali Bambi Awards) Britney wystąpiła we francuskiej wersji programu „Fabryka Gwiazd”.
- 29 listopada 2008 r. miał miejsce pierwszy od 5 lat występ Britney w Wielkiej Brytanii. Wystąpiła ona z piosenką „Womanizer” w programie „The X Factor”.
- 30 listopada 2008 r. stacja muzyczna MTV wyemitowała film dokumentalny „Britney: For the Record” przedstawiający kulisy powrotu pop księżniczki na scenę.
- W 27 urodziny Britney, które odbyły się 2 grudnia 2008 r. wystąpiła ona w programie „Good Morning America” prezentując takie hity jak „Womanizer” czy „Circus”.
- W połowie grudnia Britney poleciała promować album do Japonii, gdzie w jednym z popularnych programów rozrywkowych oraz na rozdaniu japońskich nagród muzycznych zaprezentowała singiel „Womanizer”.
- 3 marca 2009 roku rozpoczęła się trasa koncertowa „The Circus Starring: Britney Spears”. Objęła ona serię 97 koncertów na terenie Stanów Zjednoczonych, Kanady, Europy i Australii. Pierwsze 48 występów przyniosły wokalistce dochód $75.000.000.

## Lista utworów
| #   | Tytuł                                                                     | Kompozytorzy | Producent                    | Czas |
| --- | ------------------------------------------------------------------------- | --- | ---------------------------- | ---- |
| 1.  | „Womanizer”                                                               | Nikesha Briscoe, Rafael Akinyemi                                                                                                   | K.Briscoe, The Outsyders     | 3:44 |
| 2.  | „Circus”                                                                  | Lukas Gottwald, Claude Kelly, Benjamin Levin                                                                                       | Dr. Luke, Benny Blanco       | 3:12 |
| 3.  | „Out from Under”                                                          | Shelly Peiken, Arnthor Birgisson, Wayne Hector                                                                                     | Guy Sigsworth                | 3:53 |
| 4.  | „Kill the Lights”                                                         | Nathaniel Hills, James Washington, Luke Boyd, Marcella Araica                                                                      | Danja                        | 3:59 |
| 5.  | „Shattered Glass”                                                         | Gottwald, Kelly, Levin | Dr. Luke, Benny Blanco       | 2:52 |
| 6.  | „If U Seek Amy”                                                           | Max Martin, Shellback, Savan Kotecha, Alexander Kronlund                                                                           | Max Martin                   | 3:36 |
| 7.  | „Unusual You”                                                             | Christian Karlsson, Pontus Winnberg, Henrik Jonback, Kasia Livingston                                                              | Bloodshy & Avant             | 4:21 |
| 8.  | „Blur”                                                                    | Hills, Stacy Barthe, Araica | Danja                        | 3:08 |
| 9.  | „Mmm Papi”                                                                | Britney Spears, Henry Walter, Adrien Gough, Peter-John Kerr, Nicole Morier                                                         | Let’s Go To War              | 3:22 |
| 10. | „Mannequin”                                                               | Britney Spears, Harvey Mason Jr., Rob Knox, James Fauntleroy II                                                                    | Harvey Mason Jr., Rob Knox   | 4:06 |
| 11. | „Lace and Leather”                                                        | Gottwald, Levin, Frankie Storm, Ronnie Jackson                                                                                     | Dr. Luke                     | 2:50 |
| 12. | „My Baby”                                                                 | Britney Spears, Sigsworth | Guy Sigsworth                | 3:21 |
| 13. | „Radar”                                                                   | Christian Klarsson, Pontus Winnberg, Henrik Jonback, Balewa Muhammad, Candice Nelson, Ezekiel Lewis & Patrick "J. Que" Smith       | Bloodshy & Avant             | 3:50 |
| 14. | „Rock Me In” (Bonus)                                                      | Britney Spears, Greg Kurstin & Nicole Morier                                                                                       | Greg Kurstin                 | 3:17 |
| 15. | „Phonography” (Bonus)                                                     | Christian Karlsson, Pontus Winnberg, Henrik Jonback, Balewa Muhammad, Candice Nelson, Ezekiel "Zeke" Lewis & Patrick "J.Que" Smith | Bloodshy & Avant, The Clutch | 3:33 |
| 16. | „Amnesia” (iTunes UK Bonus)                                               | |                              |      |
| 17. | „Quicksand” (iTunes Spain Bonus)                                          | Lady Gaga |                              |      |
| 18. | „Trouble” (Pre order iTunes Bonus)                                        | |                              |      |
| 19. | „Rock Boy” (Musicload, 7Digital, Bazuca & Mimix Chile digital only bonus) | |                              |      |
| 20. | „Trouble” (iTunes Bonus)                                                  | |                              |      |

### DVD: (tylko Deluxe Edition)
1. The making of Circus album 9:33
2. „Womanizer” music video 3:45
3. Photo Gallery 2:00

## The Circus Starring: Britney Spears
„The Circus Starring: Britney Spears” to światowa trasa promująca szósty album studyjny Britney Spears. Artystka podczas wywiadu w radiu Z100 wyznała, iż bardzo zależy jej na rozpoczęciu koncertowania w 2009 r. Od 5 grudnia bilety na występy Britney dostępne są już w sprzedaży. Trasa objęła serię 97 występów na terenie Stanów Zjednoczonych, Kanady, Europy (UK, Irlandia, Francja, Niemcy, Belgia, Dania, Szwecja, Finlandia, Rosja) oraz Australii.
W związku z faktem, iż poprzednia płyta wokalistki – Blackout nie była promowana trasą, Britney postanowiła, iż zaśpiewa kilka piosenek z owej płyty podczas nadchodzącej trasy. 3 marca 2009 Britney rozpoczęła trasę koncertem w Nowym Orleanie.

## Single
„Womanizer”
15 września wytwórnia Jive ujawniła tytuł szóstego studyjnego albumu Britney Spears oraz singla go promującego. Oficjalna premiera radiowa „Womanizer” odbyła się 26 września. Wkrótce, bo 15 października 2008 r. singiel przeszedł do historii dokonując największego w historii awansu na amerykańskiej liście przebojów "Billboard Hot 100" przeskakując o 95 pozycji z miejsca 96 na 1. „Womanizer” to drugi singiel Britney, który doszedł do szczytu listy (dziewięć lat wcześniej dokonał tego …Baby One More Time). „Womanizer” stał się numerem 1 w m.in. Stanach Zjednoczonych, Finlandii, Chinach, Belgii, Brazylii, Izraelu, Polsce, Kanadzie, Turcji, Hiszpanii, Norwegii, Szwecji, Francji, Danii, Argentynie oraz w Indiach. Na początku grudnia „Womanizer” został najpopularniejszym singlem na świecie oraz w Europie. Łącznie sprzedano ponad 5,5 mln egzemplarzy singla, jest to 3 najlepszy wynik Britney w historii jej kariery. Videoclip do piosenki zdobył dwie nominację w MTV Video Music Awards 2009 w kategoriach: "Najlepszy Teledysk Pop" oraz "Teledysk Roku".
„Circus”
31 października 2008 r. na oficjalnej stronie Britney Spears pojawiła się informacja iż piosenka tytułowa z albumu „Circus” zostanie drugim singlem. Utwór trafił do stacji radiowych i telewizji na początku grudnia 2008 r. Wkrótce, bo 11 grudnia 2008 r. singiel zadebiutował na 3. miejscu "Billboard Hot 100", jest on jak dotąd najwyżej debiutującym singlem na tej liście w historii kariery Britney Spears. Łącznie sprzedano około 3,5 mln egzemplarzy singla.
„If U Seek Amy”
Trzecim singlem promującym szósty album studyjny Britney Spears jest kompozycja wyprodukowana przez Maxa Martina (m.in. „So What” Pink, „I Kissed A Girl” Katy Perry jak również niemal wszystkie utwory z pierwszych dwóch albumów Spears) pt. „If U Seek Amy”. Singiel jeszcze przed oficjalną premierą zadebiutował na liście Billboard Hot 100, ostatecznie dotarł do miejsca 19. W czerwcu piosenka stała się najpopularniejszym utworem w Brazylii. Łącznie sprzedano około 1,5 mln egzemplarzy singla.
„Radar”
7 maja 2009 r. Sony BMG Music Entertainment ogłosiło, że czwartym singlem promującym album „Circus” będzie piosenka „Radar”. 20 sierpnia 2009 r. singiel zadebiutował na miejscu 90 na amerykańskiej liście przebojów Billboard Hot 100. Tydzień później wzniósł się na pozycję 88. „Radar” oryginalnie miało zostać wydane na piątym albumie Spears „Blackout”, ale zrezygnowano z tego kiedy Spears zaczeła nagrywać „Circus”

### Pozostałe utwory
„Out from Under” w sierpniu 2009 r. został wybrany jako czwarty singiel promujący album "Circus" (zamiast piosenki "Radar") w Szwecji. Spowodowane jest to faktem, iż w kraju tym "Radar" został wydany już latem 2008 r. jako singiel promujący poprzednią płytę wokalistki – "Blackout".

## Sprzedaż
| Argentyna                | Argentina Albums Chart               | 2  |    |    | 30.000    | Złota Płyta         |
| Brazylia                 | Brazilian Albums Chart               | 1  |    |    | 120.000   | 3 x Platynowa Płyta |
| Kanada                   | Top 100 Albums in Canada             | 1  |    | 5  | 350.000   | 3 x Platynowa Płyta |
| Meksyk                   | Mexican Top 100 Albums Chart         | 1  | 20 |    | 80.000    | Złota Płyta         |
| Stany Zjednoczone        | U.S. Billboard 200                   | 1  |    | 6  | 1.700.000 | Platynowa Płyta     |
| Australia                | Australian ARIA Albums Chart         | 3  | 25 |    | 150.000   | 2 x Platynowa Płyta |
| Nowa Zelandia            | New Zeland Albums Chart              | 6  | 36 |    | 15.000    | Platynowa Płyta     |
| Japonia                  | Japan Oricon International Album Cha | 1  |    |    | 150.000   | Złota Płyta         |
| Rosja                    | IFPI Rusia                           | 1  |    |    | 55.000    | 2 x Platynowa Płyta |
| Austria                  | Austrian Albums Chart                | 9  |    |    | 20.000    | Złota Płyta         |
| Belgia                   | Belgium Albums Chart                 | 4  |    |    | 35.000    | Złota Płyta         |
| Dania                    | Danish Albums Chart                  | 4  |    |    | 40.000    | Platynowa Płyta     |
| Francja                  | France Digital Albums Chart          | 2  | 50 |    | 200.000   | Platynowa Płyta     |
| Grecja                   | Argentina Albums Chart               | 1  | 22 |    | 10.000    | Złota Płyta         |
| Holandia                 | IFPI Albums Chart                    | 10 |    |    | 30.000    |                     |
| Irlandia                 | Irish Albums Chart                   | 2  |    |    | 25.000    | Platynowa Płyta     |
| Niemcy                   | Germany Albums Chart                 | 10 |    |    | 120.000   | Złota Płyta         |
| Polska                   | ZPAV                                 | 32 |    |    | 10.000    | Złota Płyta         |
| Czechy                   | Czech Republic Albums Chart          | 5  |    |    | 6.000     | Złota Płyta         |
| Szwajcaria               | Swiss Albums Chart                   | 1  |    |    | 25.000    | Złota Płyta         |
| Szwecja                  | Swedish Album Charts                 | 19 |    |    | 15.000    |                     |
| Wielka Brytania          | UK Top Albums                        | 4  |    |    | 370.000   | Platynowa Płyta     |
| Włochy                   | Italian Album Charts                 | 9  |    |    | 50.000    | Srebrna Płyta       |
| Notowania Międzynarodowe |                                      |    |    |    |           |                     |
| Europa                   | European Top 100 Albums              | 1  |    | 44 | 1.000.000 | Platynowa Płyta     |
| Świat                    | United World Chart                   | 1  | 15 | 36 | 4.500.000 | 2 x Platynowa Płyta |

### Sprzedaż
| Pozycja (Sprzedaż tygodniowa) | 2 (833 000*) | 2 (414 000) | 1 (412 000) | 1 (413 000) | 1 (163 000) | 1 (106 000) | 2 (90 000) | 3 (78 000) | 6 (70 000) | 12 (67 000) |
| Sprzedaż całkowita            | 833 000+     | 1 247 000+  | 1 659 000+  | 2 072 000+  | 2 235 000+  | 2 341 000+  | 2 431 000+ | 2 509 000+ | 2 579 000+ | 2 646 000+  |
| Tydzień                       | 11           | 12          | 13          | 14          | 15          | 16          | 17         | 18         | 19         | 20          |
| Pozycja (Sprzedaż tygodniowa) | 18 (67 000)  | 19 (53 000) | 25 (46 000) | 25 (43 000) | 27 (41 000) | 34 (37 000) | - (31 000) | - (28 000) | - (31 000) | 39 (25 000) |
| Sprzedaż całkowita            | 2 713 000+   | 2 766 000+  | 2 812 000+  | 2 855 000+  | 2 896 000+  | 2 933 000+  | 2 964 000+ | 2 992 000+ | 3 023 000+ | 3 048 000+  |
| Tydzień                       | 21           | 22          | 23          | 24          |             |             |            |            |            |             |
| Pozycja (Sprzedaż tygodniowa) | - (22 000)   | - (20 500)  | - (20 000)  | - (17 500)  |             |             |            |            |            |             |
| Sprzedaż całkowita            | 3 070 000+   | 3 090 500+  | 3 110 500+  | 3 128 000+  |             |             |            |            |            |             |

"*" – Oficjalna sprzedaż z tygodnia wyniosła 814 tys. do tej liczby doliczono 19  tys. sprzedanych egzemplarzy jeszcze przed oficjalną premierą co w rezultacie dało sprzedaż na poziomie 833 tys. egzemplarzy